# Crmnica
Crmnica  (srbsko in črnogorsko Црмница) je zgodovinska pokrajina na jugu Črne gore. Razprostira se na področju občine Bar. Središče pokrajine je Virpazar, večinsko prebivalstvo so Črnogorci, manjšinsko pa Srbi, po veroizpovedi so pravoslavni verniki.

## Zemljepis
Crmnica zemljepisno leži na jugu Črne gore, med plemenom Paštrovići in Skadrskim jezerom. Na jugu je omejena s planinama Sutorman in Rumija. Crmnica je najbogatejše področje Črne gore. 

## Naselja
Crmnica obsega naslednjih 27 vasi: 
Boljevići, 
Braćeni, 
Brijege, 
Bukovik, 
Donji Brčeli, 
Dupilo, 
Gluhi Do, Godinje, 
Gornji Brčeli, 
Komarno, 
Krnjice, 
Limljani, 
Mačuge, 
Mikovići, 
Orahovo, 
Ovtočići, 
Popratnica, 
Seoca, 
Sotonići, 
Tomići, 
Trnovo, 
Utrg, 
Virpazar in
Zabes

## Zgodovina
Zaradi milega podnebja in plodnosti zemlje je bilo to področje priljubljeno že tekom zgodovine, saj so tukaj zetski vladarji postavljali svoje dvorce in samostane (manastirje).
Prva omemba Crmnice je v Letopisu Popa Dukljana (Ljetopis Popa Dukljanina), v drugi polovici 12.stoletja, kjer se, kod ena izmed oblasti Zetske države v latinščini navaja  Cermeniza. V listini vranjinskemu samostanu srbskega kralja Vladislava iz leta 1242 omenjajo skoraj vsa naselja, vasi današnje Crmnice, ki so bila takrat gosto naseljena. V njih so kot pastirji živeli tudi Arbanasi. V topografiji teh krajev so se tudi do danes obdržala arbanaška poimenovanja.
V osmanskem popisu 1582-1583 je bil registriran vilajet Črna gora (vilayet-i Kara Dağ), kot del skadarskega sandžaka, z naslednjimi nahijami, s številnimi vasmi: Grbavci s 13 vasi, Župa z 11, Malonšići s 7, Pješivci s 14, Cetinje s 16, Rijeka z 31, Crmnica z 11, Paštrovići s 36 in Grbalj z 9 vasmi; skupaj 148 vasi. 
Crmnica se je delila na sedem plemen in sicer Dupilo, Podgor, Brčeli, Sotonići, Boljevići, Limljani in Gluhi Do. Proces formiranja plemen se je končal v 17. in v 18.stoletju. Del plemena Dupila se je priselil v 16. stoletju iz Vasojevićev. Plamenci v Boljevićih trdijo, da so iz Bosne, Štijanovići in Nerandžiči iz Primorja, Hajdukovići v Podgori so iz Hotija, Đonovići v Brčelih iz Miridita, Iličkovići so Kuči, medtem, ko so Popovići iz Skadra. V Limljanih živi staro bratstvo Kisići. Iz plemena Boljevići je bil v 17. stoletju vladika Rufim. Iz istega plemana je tudi vladika Arsenije Plamenac, ki je v obdobju med 1781 in 1784 vladal v Črni gori.
Zaradi bližine Žabljaka, Bara in Skadra je bila Crmnica na stalnem udaru Turkov, ter je bila od njih veliko bolj odvisna kod ostali deli Črne gore.

## Crmnica med Drugo svetovno vojno
Crmniški partizani so med drugo svetovno vojno imeli okoli 500 žrtev. Že pred vstajo 13. julija 1941 so partizani pod tlemi čitalnice skrili 72 pušk, 2 puškomitraljeza, 1 mitraljez, 6 zabojev municije in 5 zabojev ročnih bomb. Za to skladišče sta bila odgovorna Blažo Ljutica in Jovan Tomović. Enaka količina orožja in municije je bila skrita v vasi Limljani. Medtem, ko je bilo v Seocih skrito okoli 50 pušk, 2 puškomitraljeza in večja količina municije in bomb. Skladišče je varoval Milo M. Orlandić.

## Gospodarstvo
Najmočnejša gospodarska dejavnost je kmetijstvo, predvsem vinogradništvo. Na tem področju uspeva več vrst sadja in hkrati je to največje vinorodno področje v Črni gori. Tukaj vzgajajo avtohtono sorto grozdja Vranac. Po podatkih FAO (Mednarodne organizacije za prehrano in kmetijstvo) Združenih narodov iz leta 2014 so v Črni gori pridelali 16.000 tisoč ton vina,  pretežno znamke Vranac. Največji proizvajalec je viska klet Plantaže d.d. s sedežem v Podgorici, ki poleg Vranca ponuja od rdečih vin še Vranac Pro Code, Merlot in Cabernet ter od belih Chardonnay in Krstač. 
V Crmnici so tudi manjša nahajališča petroleja.

## Galerija
| Pohod vojske na Bar, prek Crmnice leta 1448. | Jezerske župe v 11. stoletju | Dioklijsko jezero v 11. stoletju. |  |